# Saša Papac
Saša Papac (ur. 7 lutego 1980 w Mostarze) – piłkarz bośniacki grający na pozycji lewego obrońcy.

## Kariera klubowa
Papac rozpoczynał piłkarską karierę w klubie NK Široki Brijeg. W 2000 roku w wieku 20 lat zadebiutował w tym klubie w pierwszej lidze bośniackiej. Po roku gry w ojczyźnie Papac wyjechał do Austrii, by zostać zawodnikiem tamtejszego FC Kärnten. W zespole tym od początku grał w pierwszym składzie w 2002 roku zajmując 5. miejsce w lidze, a w 2003 dochodząc do finału Pucharu Austrii, w którym jego klub uległ 1:2 Austrii Wiedeń. Jednak dzięki zdobyciu przez Austrię mistrzostwa Papac w sezonie 2003/2004 wystąpił z Kärnten w rozgrywkach Pucharu UEFA. W lidze klub z Klagenfurt am Wörthersee spisał się jednak słabiej i zajmując ostatnie miejsce spadł do drugiej ligi.
Latem 2004 Papac przeszedł do Austrii Wiedeń. W stołecznym zespole Bośniak zadebiutował 14 lipca w wygranym 2:1 meczu z Admirą Wacker Mödling. Grał w wyjściowej jedenastce, zdobył 2 gole, a z Austrią zajął 3. miejsce w lidze. Sukces osiągnął rok później, gdy wywalczył mistrzostwo Austrii. Wówczas był już jednak rezerwowym obrońcą i rozegrał tylko 20 meczów.
Sezon 2006/2007 Papac rozpoczął w Austrii, ale 31 sierpnia podpisał kontrakt z Rangers, do którego przeszedł wraz z klubowymi kolegami Liborem Sionko oraz Filipem Šebo. Papac kosztował szkocki klub 450 tysięcy funtów. Swój pierwszy mecz w Scottish Premier League Saša rozegrał 17 września w przegranym 1:2 wyjazdowym meczu z Hibernian F.C., gdy w 46. minucie zmienił Stevena „Stevie” Smitha. W Rangersach rozegrał 21 meczów i wywalczył wicemistrzostwo Szkocji. W 2012 zakończył karierę.
| Sezon   | Klub             | Kraj                 | Rozgrywki               | Mecze | Bramki |
| ------- | ---------------- | -------------------- | ----------------------- | ----- | ------ |
| 2000/01 | NK Široki Brijeg | Bośnia i Hercegowina | Premijer liga           | 14    | 1      |
| 2001/02 | FC Kärnten       | Austria              | Bundesliga              | 33    | 0      |
| 2002/03 | FC Kärnten       | Austria              | Bundesliga              | 30    | 0      |
| 2003/04 | FC Kärnten       | Austria              | Bundesliga              | 32    | 3      |
| 2004/05 | Austria Wiedeń   | Austria              | Bundesliga              | 33    | 2      |
| 2005/06 | Austria Wiedeń   | Austria              | Bundesliga              | 20    | 0      |
| 2006/07 | Austria Wiedeń   | Austria              | Bundesliga              | 5     | 0      |
| 2006/07 | Rangers F.C.     | Szkocja              | Scottish Premier League | 21    | 0      |
| 2007/08 | Rangers F.C.     | Szkocja              | Scottish Premier League | 22    | 0      |
| 2008/09 | Rangers F.C.     | Szkocja              | Scottish Premier League | 29    | 1      |
| 2009/10 | Rangers F.C.     | Szkocja              | Scottish Premier League | 34    | 2      |
| 2010/11 | Rangers F.C.     | Szkocja              | Scottish Premier League | 34    | 3      |
| 2011/12 | Rangers F.C.     | Szkocja              | Scottish Premier League | 21    | 0      |

## Kariera reprezentacyjna
W reprezentacji Bośni i Hercegowiny Papac zadebiutował 28 lutego 2001 w zremisowanym 1:1 meczu z Węgrami. W swojej karierze ma za sobą występy w eliminacjach do MŚ 2002, Euro 2004 oraz MŚ 2006, a niedawno wraz z rodakami rywalizował w eliminacjach do Euro 2008, ale w marcu 2007 ogłosił zakończenie kariery reprezentacyjnej z powodu problemów organizacyjnych w kadrze. Łącznie rozegrał 25 meczów w reprezentacji Bośni.